# Chlodwig IV
Chlodwig IV (zwany również Chlodwigiem III) – król Franków od 691 do 695.
Urodzony ok. 680 roku, najstarszy syn i następca króla Teuderyka III, wstąpił na tron w wieku 11 lat i zmarł w 15 roku życia. Przez cały okres panowania znajdował się pod kuratelą majordomusa pałacu królewskiego w Austrazji, Pepina z Herstalu, który sprawował władzę w jego imieniu. Po jego śmierci w 695 roku władzę przejął jego brat Childebert III.
Rozdział 6 kroniki Fredegara: (ok. 760):
„Thierry Król (Teuderyk III) zmarł, mając siedemnaście lat panował. Władzę przejął Chlodwig, jego syn. Ale po kilku latach król Chlodwig zachorował i zmarł po czterech latach panowania. Childebert jego brat zasiadł na tronie [...].”